# Tallbacken, Tölö

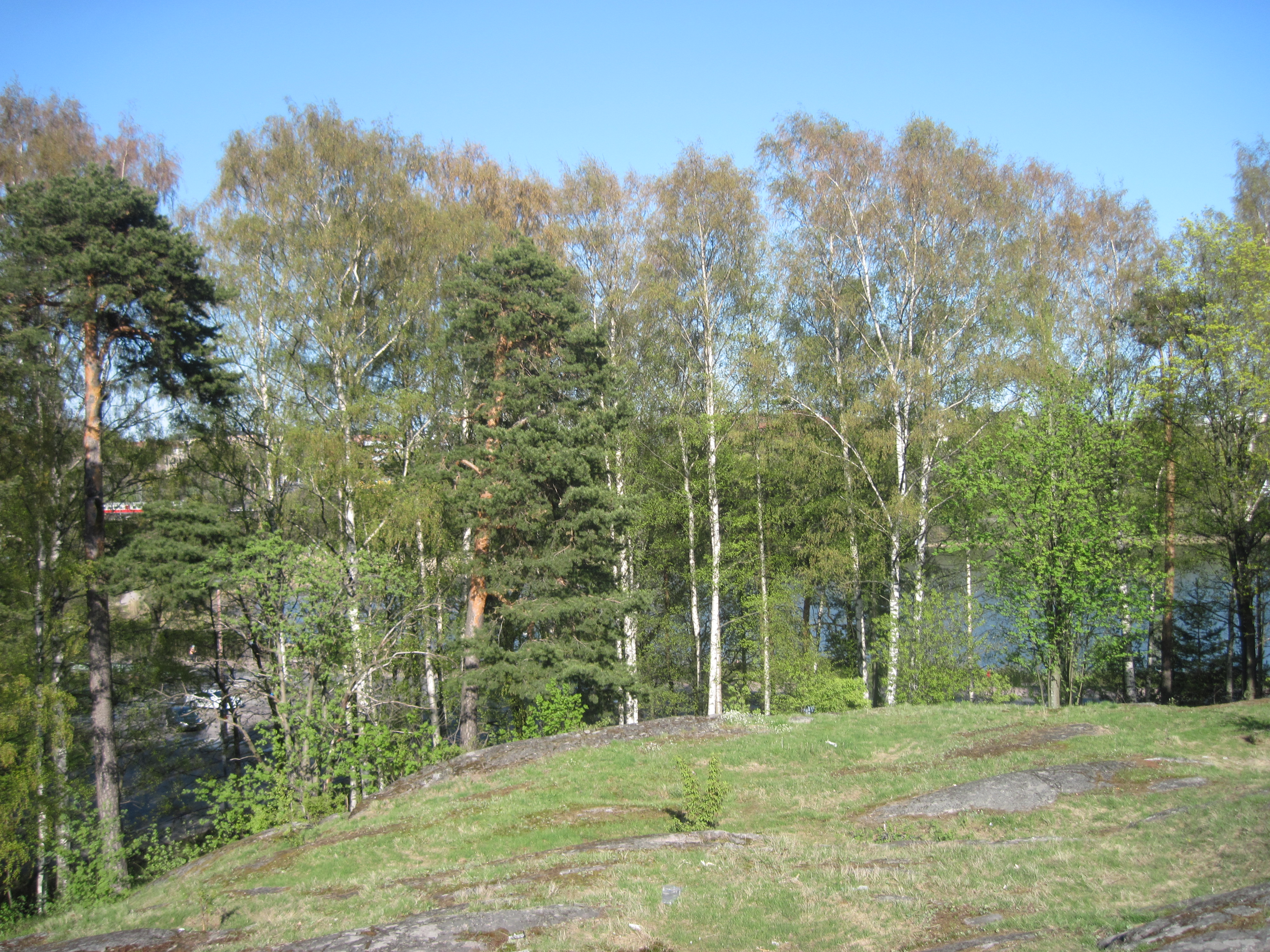
Tallbacken.

Tallbacken (finska: Mäntymäki) är en backe invid Mässfältet i Djurgården i Helsingfors
Tallbacken var under 1900-talet samlingsplats för arbetarrörelsen på första maj. År 1930 hölls där, trots regeringsförbud, en av Finlands kommunistiska parti inspirerad förstamajdemonstration, som skingrades av ridande polis. Från 1948 marscherade endast socialdemokraterna till Tallbacken, medan Finlands kommunistiska parti/Demokratiska förbundet för Finlands folk samlades på Senatstorget.